# Carl Friedrich Tenge
Carl Ernst Friedrich Tenge (* 12. März 1824 in Niederbarkhausen; † 11. Januar 1896 in Detmold) war ein deutscher Gutsbesitzer und Industrieller.

## Leben
Carl Friedrich Tenge wurde als Sohn des Gutsbesitzers und Industriellen Friedrich Ludwig Tenge geboren. Er erhielt zunächst Privatunterricht, bevor er 1837 auf das Bielefelder Gymnasium wechselte. Nach Abschluss der Schule begann er 1842 in Heidelberg das Studium der Jurisprudenz und Kameralwissenschaft. 1843 wurde er hier Mitglied des Corps Saxo-Borussia. 1845 schloss er in Berlin das Studium mit dem ersten Examen ab und begann das Referendariat beim Kammergericht Berlin, das er jedoch zugunsten einer Laufbahn in den väterlichen Unternehmungen nicht beendete.
Ab 1846 war er Hausjustiziar und später auch Geschäftsführer in den Unternehmen seines Vaters, der Domänenverwaltung in Rietberg, den Glashütten Rietberg und Marschallshagen sowie der Holter Eisenhütte. Nach dem Tod seines Vaters wurde er 1865 Besitzer des Kammerguts der Grafschaft Rietberg und von Schloß Holte sowie zusammen mit seinem Bruder Carl Christoph Tenge Teilhaber der Holter Eisenhütte. 1869 war er Mitgründer und bis 1895 Vorstand des Vereins deutscher Eisengießereien. Über viele Jahre war er stellvertretender Vorsitzender der Maschinenbau- und Metall-Berufsgenossenschaft in Dortmund.
Lokalpolitisch betätigte er sich als Gemeinderat von Rietberg und Liemke, Mitglied des Kreistages Rietberg und Vorsitzender des Kuratoriums der Rietberger Sparkasse.
Er war der Vater des Landrats und Landtagsabgeordneten Woldemar Tenge-Rietberg, des Unternehmers Harald Tenge und der Schriftstellerin Dora Hohlfeld.